# Caso Encuentro
El caso Encuentro (17U05202300064) conocido inicialmente como «caso Del Gran Padrino», es una investigación procesal sobre casos de corrupción en Ecuador. La investigación es llevada a cabo por la Fiscalía General del Estado en contra de varios funcionarios dentro de las empresas públicas. Después de recabarse los elementos de convicción suficientes, aunque inicialmente la audiencia de formulación de cargos se había establecido para el 31 de octubre de 2023,la defensa técnica de los procesados solicitaron el diferimiento por escrito, siendo así, que el juez Renán Eduardo Andrade, aceptó el pedido estableciendo así la audiencia para el 16 de noviembre de 2023, que una vez llevada a cabo, formuló medidas cautelares en contra de varios de los acusados.

## Antecedentes
La investigación surgió a raíz de un reportaje periodístico realizado por el medio de comunicación digital La Posta, en que se detallaba una red de corrupción en el que estarían involucrados Danilo Carrera Drouet, quien es cuñado y amigo personal del expresidente de la República Guillermo Lasso, y Rubén Cherres Faggioni, empresario que supuestamente operaba a nombre de Carrera. Los delitos investigados son delincuencia organizada, cohecho y concusión.
La Posta, dentro de su reportaje periodístico -al que denominó El Gran Padrino-, denunció la existencia de una red de corrupción liderada por Danilo Carrera en la que se receptaban coimas por parte de proveedores del Estado cuando se adjudicaban contratos y se cobraban de planillas. El epicentro de esta corruptela estaría en la Empresa Coordinadora de Empresas Públicas (EMCO EP), y por medio de ésta se afectaría a FLOPEC y CELEC.

## Notitia criminis
El medio de comunicación digital La Posta, liderado por los periodistas Luis Eduardo Vivanco y Andersson Boscán, publicó en su espacio Café la Posta -presentado por Boscán- un reportaje periodístico el 9 de enero de 2023, en el que detallaba una presunta trama de corrupción dentro de las empresas públicas que giraría en torno a Danilo Carrera Drouet, cuñado de en ese entonces presidente Guillermo Lasso.
Según el reportaje, la labor periodística inició con el ciudadano Leonardo Cortázar, quien aparecía en una foto denominada «Los Tetones» junto con el asambleísta Ronny Aleaga (de UNES) y Xavier Roldán (prófugo de la justicia). A Cortázar, el asambleísta Fernando Villavicencio lo tildó de ser un «zar de la eléctricas», y se verificó que tuvo incidencia en los gobiernos de Correa, Moreno y de Lasso. Cortázar tuvo varios vínculos con Lenín Moreno y su hermano Gary, para posicionarse dentro de CNEL; y luego, en el cambio de gobierno, tuvo conversaciones con el ministro César Monge para que él y otros operadores se queden dentro de la institución, llegando a un acuerdo, y que, tras el fallecimiento de Monge, su viuda intercedió por ellos ante Guillermo Lasso para que no los deje fuera (según declaraciones de Cortázar). Las averiguaciones posicionaban a Cortázar como operario de Rubén Cherres Faggioni, amigo de Danilo Carrera. 
El reportaje de El Gran Padrino se detalla que Guillermo Lasso desde el inicio de su mandato se planteó tener un equipo de asesores privados que supervisen a las empresas públicas para que tengan mayor rentabilidad usando una visión de experiencia desde el sector privado, y es por ello que le da la supervisión del manejo de las empresas públicas al empresario Danilo Carrera; sin embargo, él no quiso ser solo un asesor -según La Posta- sino que hizo posible el nombramiento de Hernán Luque Lecaro como nuevo presidente del Directorio de la Empresa Coordinadora de Empresas Públicas (EMCO), para poder dirigir las empresas a través de él. 
Dentro de El Gran Padrino, según Boscán, varios proveedores de las empresas públicas señalaron que durante el período en que la trama operó, se les fueron solicitado el pago de coimas. Específicamente, proveedores de CNEL y CELEC afirmaron -según La Posta- que no solo les pedían plata para participar y ganar en concursos sino para que también se les hagan efectivo los pagos.

## Sospechosos

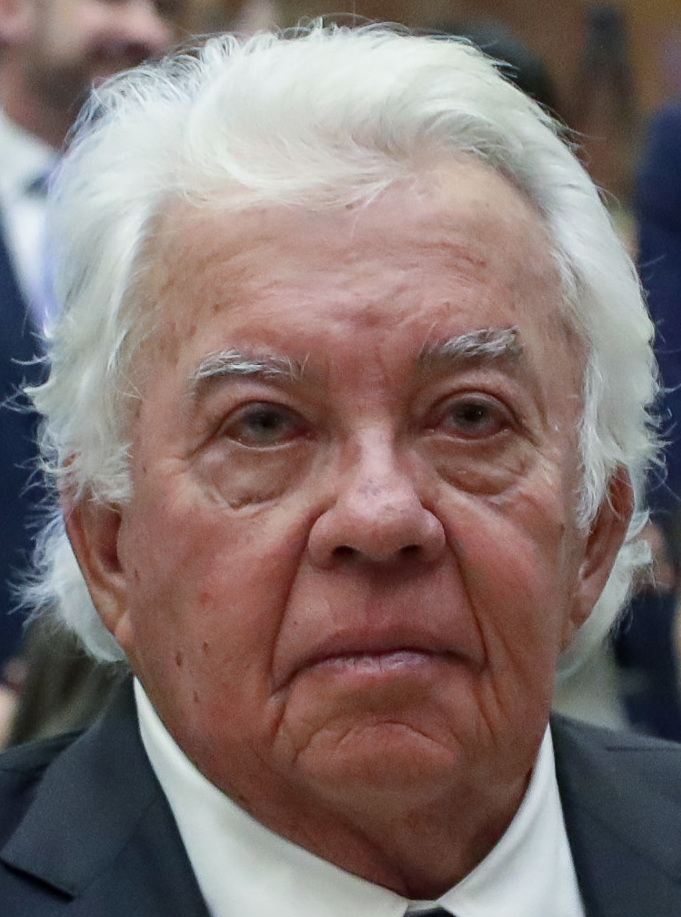
Danilo Carrera Drouet

El sospechoso por el que se denominó en primer lugar el caso como «El Gran Padrino» es Danilo Carrera Drouet, empresario ecuatoriano quien es cuñado del expresidente de la República Guillermo Lasso Mendoza, además de directivo y uno de los principales accionistas de Banco Guayaquil. Fue señalado desde el inicio de la investigación como la principal cabeza de una trama de corrupción dentro de las empresas estatales a través de la Empresa Coordinadora de Empresas Públicas EMCO EP, usando a funcionarios de alto rango para que operen a su nombre. Según las acusaciones, los demás sospechosos girarían en torno a él debido a su cercanía familiar y de amistad personal con el presidente Lasso. 
Otro de los sospechosos principales es Hernán Luque Lecaro, quien fue designado en julio de 2021 como presidente del Directorio de la Empresa Coordinadora de Empresas Públicas por orden o petición de Danilo Carrera (según la investigación El Gran Padrino). Además de ser amigo personal de Danilo Carrera, también fue vicepresidente comercial, vicepresidente de banca personal y vicepresidente de oficinas del Banco Guayaquil, institución financiera asociada al presidente Lasso. En diciembre de 2022 fue retirado del cargo, siendo reemplazado por Joaquín Ponce Díaz. 
Sin embargo, Rubén Cherres Faggioni, también sospechoso dentro de la investigación, estuvo vinculado a casos con el narcotráfico, siendo objetivo de un operativo que la Policía bautizó como Río Grande a finales de los años 1990. Según las investigaciones, Cherres tuvo algún tipo de asociación con la mafia albanesa, antes que lo asesinaran.
El 31 de marzo de 2023, el cuerpo de Cherres, fue encontrado maniatado y con signos de tortura en la localidad de Punta Blanca de la provincia de Santa Elena.El suseso nubló el proceso que se venía investigando, dado que como se ha dicho, era una pieza clave para esclarecer si se trataba de una entrama del narcotráfico.
Clave para las investigaciones también fue Leonardo Cortázar, debido a que filtró información a los periodistas. Cortázar ingresó al sector eléctrico en el gobierno de Rafael Correa. En el gobierno de Lenín Moreno tuvo cierta relevancia al fungir como director nacional del partido político Libertad es Pueblo, movimiento político de Gary Moreno (hermano del presidente Lenín). Manifestó que negoció junto a otros operadores con César Monge al inicio del gobierno de Guillermo Lasso para poder mantener sus cargos y privilegios. Declaró que Carrera gestionaba la trama de corrupción a través de Luque y de Cherres, quienes eran sus hombres de confianza.

## Investigación preprocesal

### Primeros allanamientos
Once días después de la denuncia la Fiscalía encabeza un operativo ejecutando ocho allanamientos simultáneos en Guayaquil y uno en Quito en los domicilios de las personas investigadas por la presunta trama de corrupción.
Durante la diligencia, se recopilan diversas evidencias como documentos, dispositivos de almacenamiento, teléfonos celulares, computadoras, joyas, entre otros elementos que serán periciados y valorados a lo largo de la investigación, según un segundo tuit publicado en la cuenta oficial de la Fiscalía.
Fabrico Vela, otro periodista, contradice la denominación "El Gran Padrino" utilizada por Boscán y prefiere referirse al caso como "Caso Encuentro". En primera instancia no se proporciona detalles sobre las propiedades allanadas ni las personas bajo investigación.

### Allanamiento en Carondelet
En la mañana del 10 de febrero de 2023, agentes de la Fiscalía General del Estado en conjunto con miembros de la Policía Nacional ingresaron al Palacio de Carondelet, sede de la Presidencia de la República, con el objetivo de allanar una oficina perteneciente a la Subsecretaría Jurídica de Presidencia. Inicialmente, a través de redes sociales, la Fiscalía informó a la ciudadanía que los allanamientos se dieron en el marco de la investigación por el caso Encuentro, sin embargo, en hora de la tarde se aclaró que el operativo pertenecía a otra investigación previa ligada a Petroecuador, y no guardaba relación con el caso Encuentro.

## Proceso
Para septiembre de 2023, el exministro y asambleísta electo, Patricio Carrillo Rosero acusó al presidente Guillermo Lasso de haber pactado con un sector de la cúpula policial, para permitirles conservar su cargo tras el asesinato de María Belén Bernal, a cambio de encubrir a los implicados del caso Encuentro.

#### 16 de noviembre de 2023
Imputados y Medidas:
- El empresario Danilo Carrera Drouet, cuñado del expresidente Guillermo Lasso, recibe prisión preventiva por el delito de delincuencia organizada.
- Carrera queda bajo arresto domiciliario debido a su edad de más de 65 años.
- Hernán Luque Lecaro, expresidente de EMCO, Leonardo C. y Gabriel M. son sometidos a prisión preventiva.
- Julio L., Roberto B. y Antonio I. tienen prohibición de salida del país y deben presentarse semanalmente en Fiscalía.
- Jorge O. debe presentarse semanalmente en el Consulado de Ecuador en Miami, Estados Unidos.

Medidas Adicionales:
- El juez Renán Andrade Castillo dispone retención de cuentas, pólizas e inversiones por 40 salarios básicos unificados y la prohibición de enajenar bienes a escala nacional para garantizar posible reparación integral.

### El Gran Informe
| Referencia                         | Nombre                                                                          |
| ---------------------------------- | ------------------------------------------------------------------------------- |
| Dirección                          | Anderson Boscán                                                                 |
| Coordinación                       | Jenny Navarro – Daniela Chiriboga – Saray Chaparro                              |
| Cordinación editorial              | Javier Montenegro                                                               |
| Edición periodística               | Christian Torres                                                                |
| Estrategia digital                 | Luis Miguel Chávez                                                              |
| Producción audiovisual             | Josemaria Gil – Renato Tapia – Daniel Sono                                      |
| Diseño                             | Rodney Garzon – Viviana Guzmán                                                  |
| Ilustraciones                      | Rodney Garzón                                                                   |
| Desarrollo web                     | Gabriel Maldonado                                                               |
| Difusión y promoción internacional | Silrat Traslaviña                                                               |
| Investigación periodística         | Anderson Boscán                                                                 |
| Investigación periodística         | Christian Torres                                                                |
| Investigación periodística         | Mónica Velázquez                                                                |
| Investigación periodística         | Danilo Castro                                                                   |
| Investigación periodística         | Doménica Vivanco                                                                |
| Investigación periodística         | Estefanía Vaca                                                                  |
| Investigación periodística         | Javier Montenegro                                                               |
| Investigación periodística         | Jefferson Sanguña                                                               |
| Investigación periodística         | Juan José Albán                                                                 |
| Podcast                            |                                                                                 |
| Referencia                         | Nombre                                                                          |
| Investigación y guion              | Doménica Vivanco – Christian Torres – Andersson Boscán                          |
| Edición de audio                   | Javier Masache                                                                  |
| Locución                           | Doménica Vivanco                                                                |
| Producción audiovisual             |                                                                                 |
| Referencia                         | Nombre                                                                          |
| Guiones                            | Luis Eduardo Vivanco – Doménica Vivanco – Jefferson Sanguña – Javier Montenegro |
| Cámara                             | Javier Masache                                                                  |
| Locución                           | Luis Eduardo Vivanco                                                            |